# Église Saint-Germain d'Yvré-l'Évêque
Pour les articles homonymes, voir Église Saint-Germain.
L'église Saint-Germain est une église catholique située à Yvré-l'Évêque, en France.

## Description
L'église Saint-Germain s'élève dans le centre d'Yvré-l'Évêque, une commune de la Sarthe à la périphérie du Mans.

## Historique
L'église date du XIIIe siècle. 
Le chœur de l'église est inscrit au titre des monuments historiques par arrêté du 9 décembre 1926.